# ハンス・シュパイデル
ハンス・シュパイデル（Hans Speidel, 1897年10月28日 - 1984年11月28日）は、ドイツの軍人。第一次世界大戦、第二次世界大戦に従軍。戦後は北大西洋条約機構（NATO）で中央ヨーロッパ陸軍総司令官を務めた。兄に航空兵大将のヴィルヘルム・シュパイデルがいる。

## 生い立ち
森林学者エミール・シュパイデルの息子としてヴュルテンベルク王国メッツィンゲンに生まれる。1914年に第一次世界大戦が勃発すると、11月に仮アビトゥーアに合格して陸軍に志願。第123（第5ヴュルテンベルク）カール国王擲弾兵連隊に配属され、翌年少尉に任官。フランドル、ソンム、カンブレーでの戦いに従軍。第一級・第二級鉄十字章、ヴュルテンベルク軍事功労勲章を受章。
終戦後も軍に残り、職業軍人となる。1923年からベルリン大学、テュービンゲン大学、シュトゥットガルトで歴史学と経済学を学び、1925年に博士号を取得。1925年に中尉に昇進。軍務の傍ら軍事学を研究してシャルル・ド・ゴールの『剣の刃』（Le Fil de l'Epee）などを研究。1932年に大尉に昇進。
1930年から1933年まで参謀教育を受け、1933年10月にパリ駐在のドイツ大使館で駐在武官補に任命される。1936年末、陸軍総司令部西方外国軍課課長に就任。1937年、第33歩兵師団作戦部長に補される。

## 第二次世界大戦

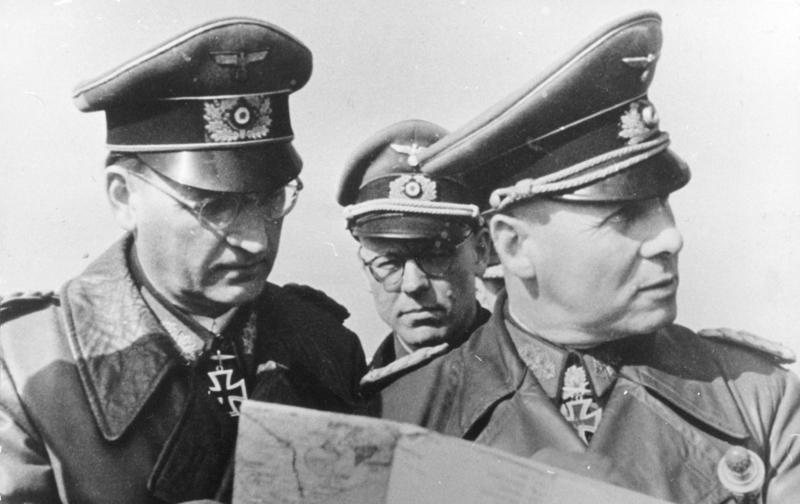
大西洋防壁建設を視察するシュパイデル（左）とロンメル元帥（1944年4月18日）

第二次世界大戦の勃発とともに、シュパイデルの師団は西方防壁に配置された。1940年の西方戦役に従軍し、フランス降伏後の8月1日に駐仏ドイツ軍司令部参謀長に就任。1941年、大佐に昇進。1942年に東部戦線の第5軍団参謀長に異動となる。1943年に少将に昇進後、南方軍集団参謀長。1944年1月1日、中将に昇進。
同年4月、西部戦線のB軍集団参謀長に異動。B軍集団司令官エルヴィン・ロンメル元帥をヒトラー暗殺計画に引き込もうと画策した。ロンメルが負傷して後任にギュンター・フォン・クルーゲが着任すると、シュパイデルはクルーゲも反ナチス抵抗運動に誘った。ヒトラー暗殺作戦が失敗し、嫌疑をかけられたクルーゲが自殺すると、9月7日にシュパイデルもゲシュタポに逮捕され投獄された。しかしヨーゼフ・ディートリヒが国家保安本部に圧をかけてまでシュパイデルを釈放させたため起訴もされなかった。

## 戦後

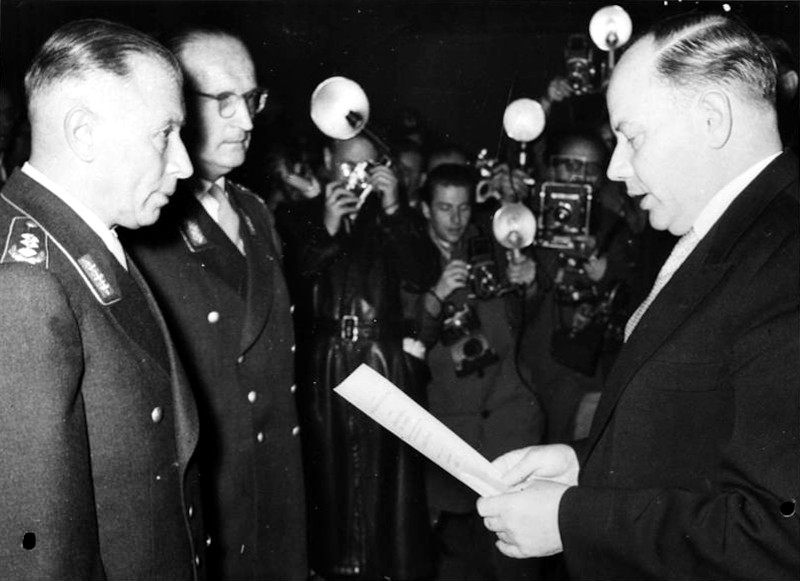
西ドイツ国防相テオドール・ブランクから辞令を交付されるシュパイデル（眼鏡の人物）とアドルフ・ホイジンガー

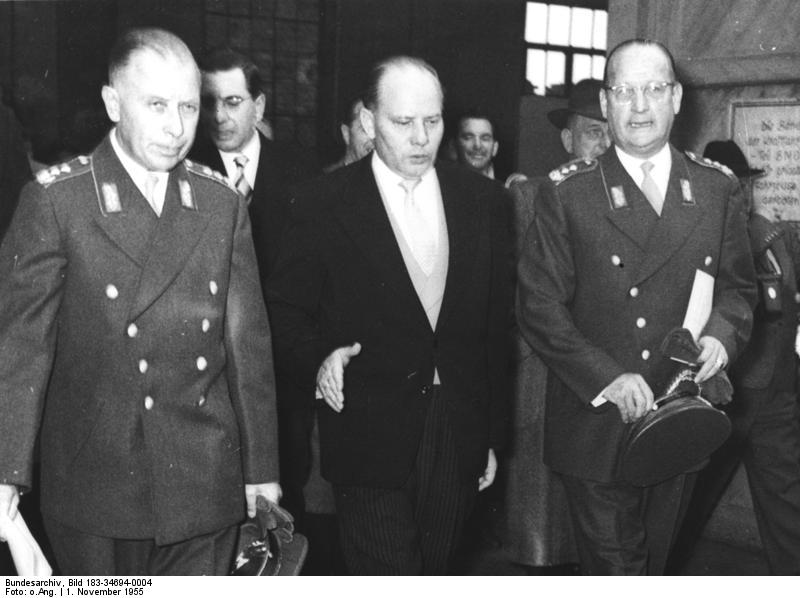
左から：ホイジンガー、テオドール・ブランク、シュパイデル（1955年11月）

終戦時にフランス軍によりドイツ国防軍の監獄から解放される。連合軍から釈放されたシュパイデルは学問の道に転じ、1947年にテュービンゲン大学で講義を受け持っている。さらに1949年に第二次世界大戦の戦史に関する著作を出版、1950年、西ドイツ首相コンラート・アデナウアーの軍事部門の補佐官となり、ヒンメロート覚書の作成に関与。1951年にブランク機関（国防省の前身）に就職し、ドイツ再軍備の準備に従事。1951年から1954年まで、欧州防衛共同体結成会議での西ドイツ代表を務める。
1954年から翌年にかけて、NATO加盟交渉で西ドイツ側代表を務める。1955年の西ドイツ再軍備と共に国防省統合軍局長に就任し、ドイツ連邦軍中将となる。1957年、大将に昇進。1957年から1963年まで、NATOの欧州連合軍中央連合部隊司令官（COMLANDCENT – Commander Allied Land Forces Central Europe）として、パリ・フォンテーヌブロー宮殿の司令部にあり、ドイツ連邦軍のNATOへの組み込みに意を砕いた。フランスの独自路線を追求する仏大統領ド・ゴールと対立し、その圧力により1963年に更迭された。
1964年に連邦軍を退役し、ドイツ政策財団国際安全保障研究所総裁に選出された。1972年、故郷メッツィンゲンの名誉市民。1984年にバート・ホネフで死去した。その死後ブルッフザールにあるドイツ連邦軍兵舎はシュパイデルに因んで「General Dr. Speidel Kaserne」と改称された。

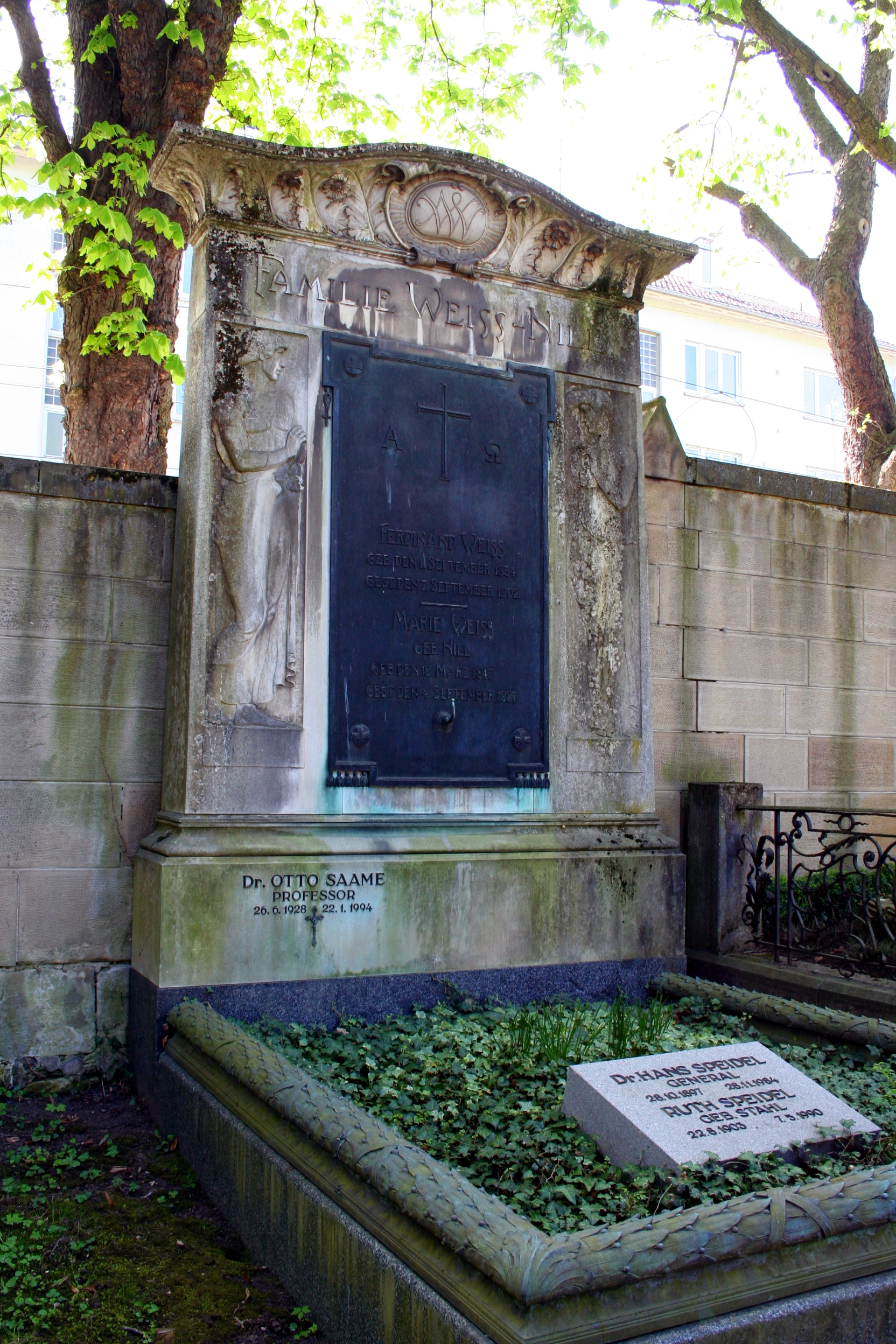
シュトゥットガルトのプラグフリートホーフにあるシュパイデルの墓

## 著書
- 1813 bis 1924 - eine militärpolitische Untersuchung, Dissertation Universität Tübingen, 1925
- Invasion 1944. Ein Beitrag zu Rommels und des Reiches Schicksal, Wunderlich, Tübingen, 1949
- Aus unserer Zeit （回顧録）, 1977
- Die unzüchtige Theateraufführung: Eine strafrechtliche Abhandlung, Frankfurt am Main, 1930
- Zeitbetrachtungen: ausgewählte Reden, Mainz, 1969